# US Créteil-Lusitanos
US Créteil-Lusitanos is een Franse voetbalclub uit de stad Créteil, in de Parijse regio in het departement Val-de-Marne.

## Geschiedenis
De club werd opgericht in 1936 als US Créteil. Na jarenlang in de regionale reeksen te spelen werd de club in 1986 kampioen van de DH Paris en promoveerde voor het eerst naar de nationale reeksen, destijds de Division 4. De club werd ook daar en in het daaropvolgende seizoen in de Division 3 kampioen waardoor de club in 1988 al aantrad in de tweede klasse. Na drie seizoenen degradeerde de club, maar kon wel meteen terugkeren. Echter kon de club het behoud in 1993 niet verzekeren en degradeerde terug naar derde klasse. In 1999 promoveerde de club weer en speelde nu tot 2007 in de Ligue 2. In 2002 werdd een fusie voorgestled met US Lusitanos Saint-Maur, echter ging deze fusie niet door. Wel werd de voorzitter van deze club nu de voorzitter van Créteil en veranderde hij de naam in US Créteil-Lusitanos. US Lusitanos bleef ook bestaan en degradeerde vrijwillig vier reeksen. De club kon slechts één keer, in 2006 in de top tien eindigen (8ste). 
Na zes seizoenen promoveerde de club weer naar de Ligue 2 en hield het nu drie seizoenen vol. In 2018 degradeerde de club uit de Championnat National. Een jaar later werd de club kampioen, nota bene met tien punten voorsprong op US Lusitanos dat sinds 2016 terug in de nationale reeksen speelde. In 2022 degradeerde de club opnieuw uit de Championnat National.  

## Erelijst
- Kampioen CFA

2001 (US Lusitanos de Saint-Maur)
- Championnat National

2013
- Championnat National 2

2019
- Division 4

1987
- Division d'Honneur (Île-de-France)

1962, 1986
- Coupe de Paris - Ile de France

1998

## Eindklasseringen
- 1959 1e
Niveau 5
- 1960 2e
Niveau 4
- 1961 5e
Niveau 4
- 1962 1e
Niveau 4
- 1963 13e
Niveau 3
- 1964 7e
Niveau 4
- 1965 12e
Niveau 4
- 1966
Niveau 5
- 1967
Niveau 5
- 1968
Niveau 5
- 1969
Niveau 5
- 1970
Niveau 5
- 1971
Niveau 5
- 1972
Niveau 5
- 1973
Niveau 5
- 1974 3e
Niveau 4
- 1975 4e
Niveau 4
- 1976 10e
Niveau 4
- 1977 10e
Niveau 4
- 1978 7e
Niveau 4
- 1979 8e
Division 4
- 1980 13e
Division 4
- 1981 6e
Niveau 5
- 1982 4e
Niveau 5
- 1983 3e
Niveau 5
- 1984 3e
Niveau 5
- 1985 8e
Niveau 5
- 1986 1e
Niveau 5
- 1987 1e
Division 4
- 1988 1e
Division 3
- 1989 10e
Division 2
- 1990 9e
Division 2
- 1991 17e
Division 2
- 1992 1e
Division 3
- 1993 18e
Division 2
- 1994 3e
National 1
- 1995 11e
National 1
- 1996 4e
National 1
- 1997 4e
National 1
- 1998 3e
National
- 1999 2e
National
- 2000 17e
Division 2
- 2001 16e
Division 2
- 2002 18e
Division 2
- 2003 17e
Ligue 2
- 2004 12e
Ligue 2
- 2005 15e
Ligue 2
- 2006 8e
Ligue 2
- 2007 18e
Ligue 2
- 2008 7e
National
- 2009 9e
National
- 2010 4e
National
- 2011 10e
National
- 2012 10e
National
- 2013 1e
National
- 2014 11e
Ligue 2
- 2015 14e
Ligue 2
- 2016 19e
Ligue 2
- 2017 12e
National
- 2018 17e
National
- 2019 1e
National 2
- 2020 9e
National
- 2021 17e
National
- 2022 18e
National
- 2023 5e
National 2
- 2024 5e
National 2

- Niveau 2
- Niveau 3
- Niveau 4
- Niveau 5

## Bekende (ex-)spelers
- Nicolas Alnoudji
- Nabil Baha
- László Bölöni
- David Eto'o
- Adlène Guédioura
- Olivier Guégan
- René Peters
- Stéphane Sessègnon
- Sammy Traoré